# United States Park Police

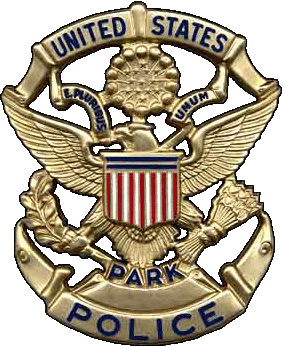
Insigne de la United States Park Police.

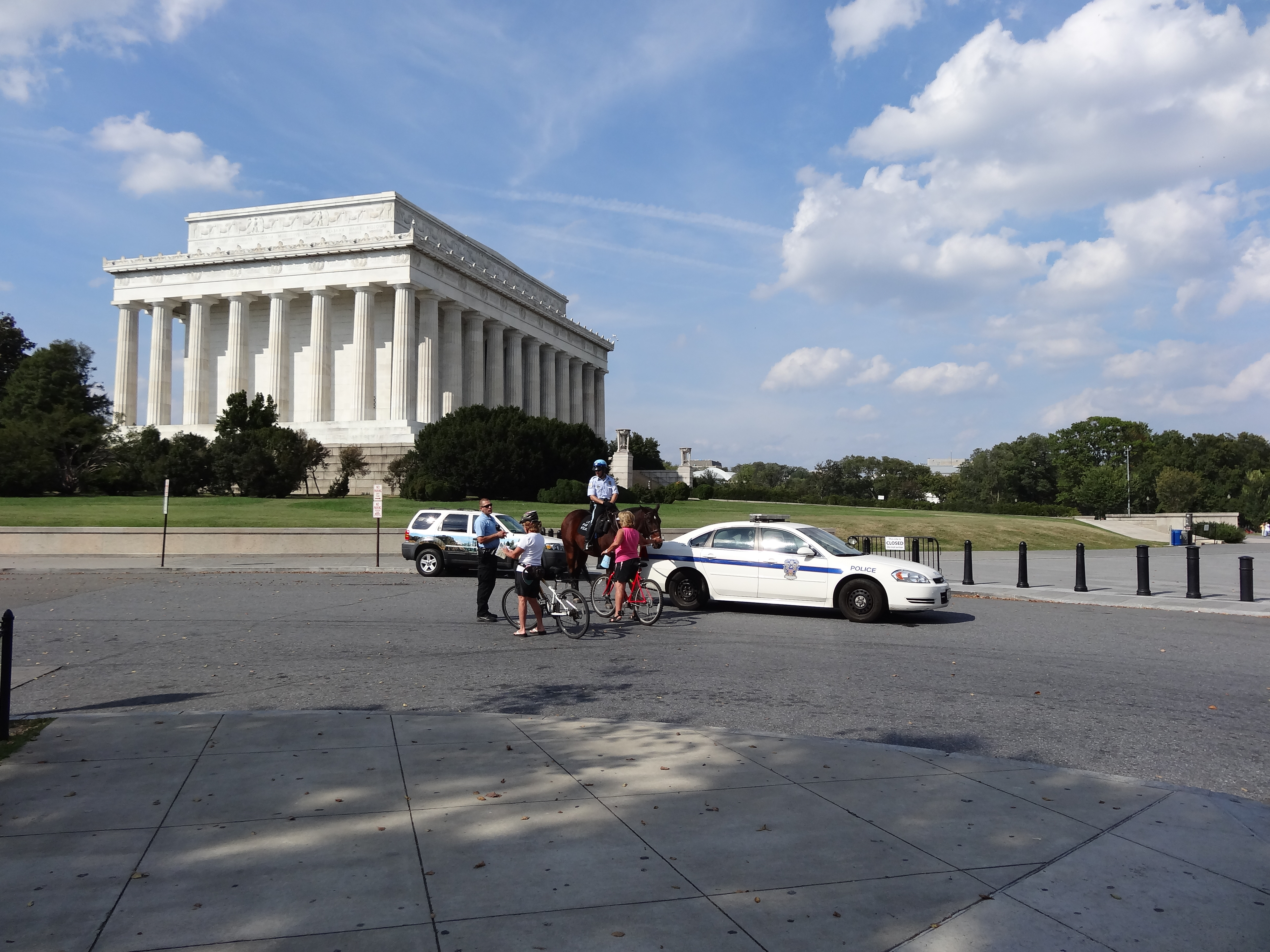
Voiture et cavalier de l'USPP devant le Lincoln Memorial à Washington.

La United States Park Police (USPP ; en français, Police du Parc des États-Unis) est la plus ancienne agence fédérale/gouvernementale de police & militaire en uniforme des États-Unis. Elle fonctionne comme toute agence fédérale de police avec des responsabilités et une juridiction sur les zones gérées par le National Park Service, principalement urbaines à Washington, D.C., San Francisco et New York et certains autres territoires fédéraux. La Park Police est une unité distincte au sein du National Park Service, Bureau du département de l'Intérieur des États-Unis ; elle n'a toutefois pas compétence sur la majorité des domaines, surveillés par des gardes forestiers (Rangers).

## Missions
L'agence date dans sa forme actuelle de 1919, les Park Watchmen (1791) l'ayant précédée dans ses missions.
En plus des actions normales de prévention, d'investigation et d'arrestations criminelles d'une force urbaine de police, la Park Police est responsable de la police pour un grand nombre de monuments célèbres aux États-Unis et partage ce pouvoir de police sur tous les territoires gérés par le National Park Service avec les Rangers des parcs  nationaux. L'agence assure également une protection pour le président des États-Unis (protection de la Maison-Blanche, conjointe avec le Secret Service qui assure sa personne, la Maison-Blanche se trouvant dans le parc du Président, un espace géré par le National Park Service) et des dignitaires en visite.

## Divisions
- La Guard Force réunit l'ensemble des policiers en uniforme dont l'arme de service  est le Sig-Sauer P228
- L'USPP SWAT Team
- L'USPP Motor Unit constitue sa division motocycliste.
- la Unit rassemble des chiens policiers
- Horse Mounted Patrol est une unité de police montée destinée à patrouiller.
- Communications
- l'Aviation de United States Park Police intervient en soutien des autres divisions. Elle utilise principalement des hélicoptères Bell 206 et Bell 412.
- Marine Unit est chargée de la police des port de New York et de Jamaica Bay et met donc en œuvre des patrouilleurs côtiers légers.
- La Traffic Safety Unit a pour mission de sécuriser les réseaux routiers dépendant de l'USPP.
- Enfin la Criminal Investigations Branch enquête en cas de crimes et délits constatés.

## Source
- (en) Cet article est partiellement ou en totalité issu de l’article de Wikipédia en anglais intitulé « United States Park Police » (voir la liste des auteurs).